# 리간드 (생화학)

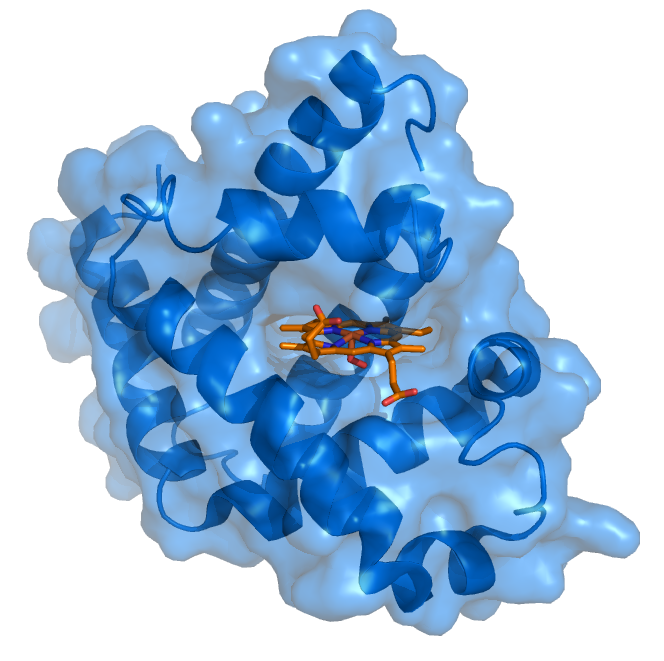
리간드인 헴(주황색)이 결합된 미오글로빈(파란색)..

리간드(영어: ligand)는 생화학 및 약리학에서 생물학적 목적을 위해 생체분자와 복합체를 형성하는 물질이다. 리간드라는 용어의 어원은 "결합하다"를 의미하는 라틴어 "ligare"로부터 유래하였다. 단백질-리간드 결합에서 리간드는 일반적으로 표적 단백질의 특정 부위에 결합하여 신호를 발생시키는 분자이다. 이러한 결합은 일반적으로 표적 단백질의 입체구조적 변화를 초래한다. DNA-리간드 결합 연구에서 리간드는 DNA 이중 나선에 결합하는 저분자, 이온 또는 단백질일 수 있다. 리간드와 결합 파트너 사이의 관계는 전하, 소수성 및 분자 구조의 함수이다.
결합은 이온 결합, 수소 결합, 반데르발스 힘과 같은 분자간 힘에 의해 일어난다. 결합 또는 도킹은 실제로 해리를 통해 가역적일 수 있다. 리간드와 표적 분자 사이의 측정 가능하게 비가역적인 공유 결합은 생물학적 시스템에서 비정형적이다. 유기금속화학과 무기화학에서의 리간드의 정의와 대조적으로, 생화학에서는 헤모글로빈의 경우처럼 리간드가 일반적으로 금속 부위에 결합하는지 여부가 모호하다. 일반적으로 리간드의 해석은 어떤 종류의 결합이 관찰되는지와 상황에 따라 달라진다.
수용체 단백질에 대한 리간드의 결합은 3차원 형태의 방향성에 영향을 주어 입체구조를 변경한다. 수용체 단백질의 입체구조는 기능적 상태를 구성한다. 리간드에는 기질, 저해제, 활성화제, 신호전달 지질 및 신경전달물질이 포함된다. 결합 속도를 친화력이라고 하며, 이 측정값은 효과의 경향이나 강도를 나타낸다. 결합 친화력은 호스트-게스트 상호작용뿐만 아니라 용액에서 비공유 결합을 유도하는 지배적인 입체적 역할을 할 수 있는 용매 효과에 의해서도 실현된다. 용매는 리간드와 수용체가 적응할 수 있는 화학적 환경을 제공하여 서로를 파트너로 받아들이거나 거부한다.
방사성 리간드는 생체 내에서 양전자 방출 단층촬영(PET) 연구 및 생체 외에서 결합 연구에 추적자로 사용되는 방사성 동위원소 표지 화합물이다.

## 수용체/리간드 결합 친화도
리간드와 수용체의 결합 부위의 상호작용은 결합 친화력으로 특징지어질 수 있다. 일반적으로 친화도가 높은 리간드의 결합은 리간드와 수용체 사이의 인력이 크며, 친화도가 낮은 리간드의 결합은 인력이 작다. 일반적으로 고친화성 결합은 저친화성 결합의 경우보다 리간드의 수용체 점유율이 더 높으며, 체류 시간(수용체-리간드 복합체의 수명)과는 상관관계가 없다. 수용체에 대한 리간드의 고친화성 결합은 결합 에너지의 일부가 수용체의 입체구조적 변화(예를 들어, 관련 이온 통로나 효소의 행동을 변경하는데)를 유발하는데 사용될 수 있는 경우 종종 생리학적으로 중요하다.
수용체에 결합하여 생리학적 반응을 유발할 수 있는 리간드를 수용체 작용제라고 한다. 수용체에 결합하지만 생리학적 반응을 활성화시키지 못하는 리간드를 수용체 길항제라고 한다.

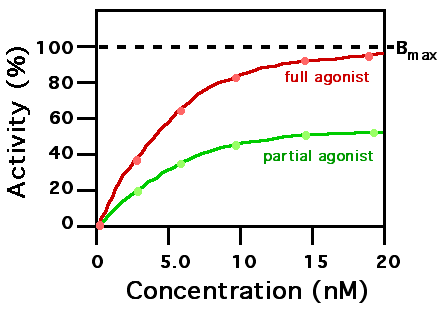
유사한 결합 친화력을 갖는 두 가지 작용제의 농도에 따른 활성 정도에 대한 그래프

수용체에 대한 작용제의 결합은 얼마나 많은 생리학적 반응이 유발될 수 있는지(즉, 효능)와 생리학적 반응을 생성하는 데 필요한 작용제의 농도(보통 최대 반응의 절반을 생성하는 데 필요한 농도인 EC50으로 측정됨) 측면에서 특성화될 수 있다. 고친화성 리간드의 결합은 상대적으로 낮은 농도의 리간드가 리간드 결합 부위를 최대한 점유하고 생리학적 반응을 유발하는 데 적합하다는 것을 의미한다. 수용체 친화도는 수용체의 50%를 차지하는 데 필요한 농도인 억제 상수 또는 Ki 값으로 측정된다. 리간드 친화도는 참조 리간드의 고정 농도의 50%를 대체하는 데 필요한 리간드의 농도가 결정되는 경쟁 결합 실험에서 IC50 값으로 간접적으로 가장 자주 측정된다. Ki 값은 쳉 프루소프 방정식을 통해 IC50으로부터 추정할 수 있다. 리간드 친화도는 형광 소멸, 등온 적정 열량계 또는 표면 플라즈몬 공명과 같은 방법을 사용하여 해리 상수(Kd)로 직접적으로 측정할 수도 있다.
낮은 친화력 결합(높은 Ki 수준)은 결합 부위가 최대로 점유되고 리간드에 대한 최대 생리학적 반응이 달성되기 전에 상대적으로 높은 농도의 리간드가 필요함을 의미한다. 오른쪽에 표시된 예에서 두 개의 서로 다른 리간드가 동일한 수용체 결합 부위에 결합한다. 표시된 작용제 중 하나만이 수용체를 최대로 자극할 수 있기 때문에 완전 작용제(full agonist)로 정의될 수 있다. 생리학적 반응을 부분적으로만 활성화시킬 수 있는 작용제를 부분 작용제(partial agonist)라고 한다. 이 예에서 완전 작용제(빨간색 곡선)가 수용체의 절반을 최대로 활성화할 수 있는 농도는 약 5 x 10−9 몰(nM = 나노몰)이다.

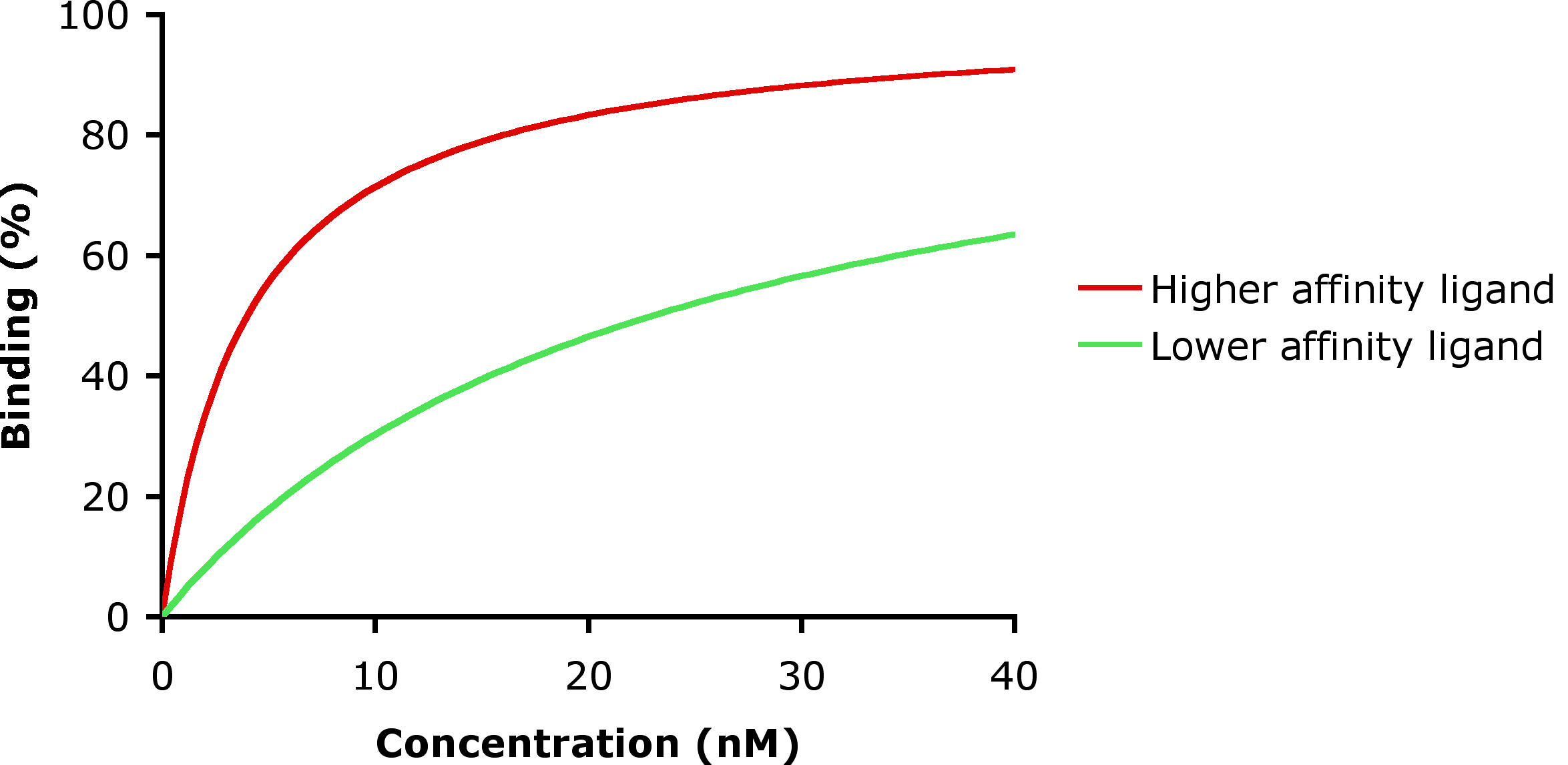
수용체 결합 친화력이 다른 두 가지 리간드의 농도에 따른 결합 정도에 대한 그래프

결합 친화력은 가장 일반적으로 태그가 지정된 리간드로 알려진 방사성 표지 리간드를 사용하여 결정된다. 동종 경쟁적 결합 실험(homologous competitive binding experiment)에는 태그가 지정된 리간드와 태그가 지정되지 않은 리간드 간의 경쟁 결합이 포함된다. 표면 플라즈몬 공명, 이중 편광 간섭계 및 다중 매개변수 표면 플라즈몬 공명(MP-SPR)과 같이 표지되지 않는 경우가 많은 실시간 기반 방법은 농도 기반 분석으로부터 친화도를 정량화할 수 있을뿐만 아니라 결합 및 해리의 반응속도론, 그리고 이후의 경우 결합 시 유도되는 입체구조적 변화로부터도 친화도를 정량화할 수 있다. 다중 매개변수 표면 플라즈몬 공명(MP-SPR)은 고유한 광학 설정 덕분에 고염분 해리 완충용액에서도 측정이 가능하다. 고정화가 필요 없는 방법인 미세규모 열영동(MST)이 개발되었다. 이 방법을 사용하면 리간드의 분자량에 대한 제한없이 결합 친화도를 결정할 수 있다.
리간드-수용체 결합 친화도에 대한 정량적 연구에서 통계역학을 사용하려면 입체배치적 분배함수에 대한 포괄적인 문서를 참조한다.

### 약물 또는 호르몬 결합력
결합 친화도 데이터만으로는 약물이나 자연적으로 생성된(생합성된) 호르몬의 전반적인 효능을 결정하지 못한다.
효능은 결합 친화력과 리간드 효능 모두의 복잡한 상호작용의 결과이다.

### 약물 또는 호르몬 결합 효능
리간드 효능은 표적 수용체에 결합 시 생물학적 반응을 생성하는 리간드의 능력과 이 반응의 정량적인 크기를 의미한다. 이 반응은 생성되는 생리학적 반응에 따라 작용제, 길항제 또는 역작용제로 나타날 수 있다.

## 선택적 리간드 및 비선택적 리간드
선택적 리간드는 매우 제한된 종류의 수용체에 결합하는 경향이 있는 반면, 비선택적 리간드는 여러 유형의 수용체에 결합하는 경향이 있다. 이는 약리학에서 중요한 역할을 하는데, 비선택적 약물은 원하는 효과를 생성하는 수용체 외에 여러 다른 수용체에도 결합하기 때문에 더 많은 부작용을 갖는 경향이 있다.

## 소수성 리간드
소수성 단백질(예: 지질 개폐 이온 통로)과 복합체를 이루는 소수성 리간드(예: 포스파티틸이노시톨 4,5-이중인산, PIP2)의 경우 친화도를 결정하는 것은 비특이적 소수성 상호작용으로 인해 복잡해진다. 비특이적 소수성 상호작용은 리간드의 친화력이 높을 때 극복될 수 있다. 예를 들어, PIP2는 PIP2 개폐 이온 통로에 높은 친화력으로 결합한다.

## 2가 리간드
2가 리간드는 불활성 링커로 연결된 두 개의 약물 유사 분자(약물특이분자단 또는 리간드)로 구성된다. 다양한 종류의 2가 리간드가 있으며 종종 약물특이분자단이 표적화하는 대상에 따라 분류된다. 동종 2가 리간드(homobivalent ligand)는 두 가지 동일한 수용체 유형을 표적으로 한다. 이종 2가 리간드(heterobivalent ligand)는 두 가지 서로 다른 수용체 유형을 표적으로 한다. 이중성 리간드(bitopic ligand)는 동일한 수용체의 오르토스테릭(orthosteric) 결합 부위와 알로스테릭(allosteric) 결합 부위를 표적으로 한다. 과학 연구에서 2가 리간드는 수용체 이량체를 연구하고 그 특성을 조사하는 데 사용되었다. 이러한 부류의 리간드는 오피오이드 수용체 시스템을 연구하는 동안 필립 S. 포르토게스(Philip S. Portoghese)와 동료들에 의해 개척되었다. 생식샘 자극 호르몬 방출 호르몬 수용체에 대한 2가 리간드도 마이클 콘(Micheal Conn)과 동료들에 의해 초기에 보고되었다. 이러한 초기 보고서 이후에 칸나비노이드, 세로토닌, 옥시토신, 멜라노코르틴 수용체 시스템을 포함한 다양한 G 단백질 연결 수용체(GPCR) 시스템과 G 단백질 연결 수용체(GPCR)-리간드 개폐 이온 통로(LIC) 시스템(도파민 수용체 및 니코틴성 아세틸콜린 수용체)에 대해 보고된 많은 2가 리간드가 있었다.
2가 리간드는 일반적으로 1가 리간드보다 더 큰 경향이 있으므로 리핀스키의 5법칙에서와 같이 '약물 유사(drug-like)'가 아니다. 많은 사람들은 이것이 임상 환경에서의 적용 가능성을 제한한다고 생각한다. 이러한 믿음에도 불구하고 성공적인 전임상 동물 연구를 보고한 리간드가 많이 있었다. 일부 2가 리간드가 1가 리간드에 비해 많은 이점(예: 조직 선택성, 결합 친화도 증가, 효능 증가)을 가질 수 있다는 점을 고려하면 2가 리간드는 일부 임상적 이점도 제공할 수 있다.

## 단일성 리간드 및 다원성 리간드
단백질의 리간드는 리간드가 결합하는 단백질 사슬의 수에 따라 특징지어질 수 있다. "단일성(monodesmic)" 리간드(μόνος: 단일(single), δεσμός: 결합(binding))는 단일 단백질 사슬과 결합하는 리간드인 반면, "다원성(polydesmic)" 리간드 (πολοί: 다수(many))는 단백질 복합체에서 흔히 발견되며, 일반적으로 단백질 경계면 또는 근처에서 하나 이상의 단백질 복합체의 진화, 기능, 알로스테릭 효과 및 접힘에 중대한 영향을 미치는 것으로 나타났다.

## 특권적 스캐폴드
특권적 스캐폴드는 알려진 약물이나 생물학적 활성 화합물의 특정 배열 중에서 통계적으로 반복되는 분자 구조 또는 화학적 부분이다. 이러한 특권적 요소는 새로운 활성을 가진 생물학적 화합물 또는 화합물 라이브러리를 설계하기 위한 기초로 사용될 수 있다.

## 결합 연구에 사용되는 방법
단백질-리간드 상호작용을 연구하는 주요 방법은 주요 유체역학 및 열량 측정 기술과 다음과 같은 주요 분광학 및 구조적 방법이다.
- 푸리에 변환 분광법
- 라만 분광법
- 형광 분광법
- 원편광 이색성
- 핵자기 공명
- 질량 분석법
- 원자힘 현미경
- 상자성 탐침
- 이중 편파 간섭법
- 다중 매개변수 표면 플라즈몬 공명
- 리간드 결합 분석 및 방사성 리간드 결합 분석

기타 기술들은 다음과 같다: 형광 강도, 이분자 형광 보완, 형광 공명 에너지 전달(FRET) / FRET 소광 표면 플라즈몬 공명, 생체층 간섭계, 공동면역침전 간접 효소면역측정법, 평형 투석, 겔 전기영동, 파 웨스턴 블롯, 형광 편광 비등방성, 전자 상자성 공명, 미세규모 열영동, 전기전환가능 생체표면
슈퍼 컴퓨터와 퍼스널 컴퓨터의 컴퓨팅 성능이 극적으로 향상되면서 컴퓨터 화학을 통해서도 단백질-리간드 상호작용을 연구하는 것이 가능해졌다. 예를 들어, 2007년 4월에 종료된 grid.org 프로젝트에서는 100만 대가 훨씬 넘는 일반 PC로 구성된 전 세계 그리드가 암연구에 활용되었다. grid.org는 월드 커뮤니티 그리드, 인간 프로테옴 접힘 프로젝트, 컴퓨트 어겐스트 캔서, Folding@Home과 같은 유사한 프로젝트로 이어졌다.

## 같이 보기
- 생체분자
- 작용제
- 실드 방정식
- 다른 자리 입체성 조절
- Ki 데이터베이스
- Docking@Home
- GPUGRID.net
- DNA 결합 리간드
- 바인딩 데이터베이스
- SAMPL 챌린지